# HD89021
HD89021 — хімічно пекулярна зоря спектрального класу A1, що має видиму зоряну величину в смузі V приблизно  3,4.
Вона  розташована на відстані близько 134,4 світлових років від Сонця.

## Фізичні характеристики
Зоря HD89021 обертається 
порівняно повільно 
навколо своєї осі. Проєкція її екваторіальної швидкості на промінь зору становить  Vsin(i)= 50км/сек.

## Магнітне поле
Спектр даної зорі вказує на наявність магнітного поля у її зоряній атмосфері.
Напруженість повздовжної компоненти поля оціненої з аналізу
становить   66,0±  22,0 Гаус.